# Nada +
Pour plus de détails, voir Fiche technique et Distribution.
Nada + est un film cubain réalisé par Juan Carlos Cremata Malberti, sorti en 2001. Le film est en noir et blanc à part certains éléments (une fleur, une lampe, un instrument de musique...) et certaines scènes.

## Synopsis
Carla Pérez travaille à la poste et réécrit des lettres qui passent entre ses mains pour aider des personnes. Un jour, elle gagne à la loterie de la green card pour aller vivre aux États-Unis, mais le choix de partir est difficile.

## Fiche technique
- Titre : Nada +
- Réalisation : Juan Carlos Cremata Malberti
- Scénario : Juan Carlos Cremata Malberti et Manuel Rodríguez
- Musique : Edesio Alejandro
- Photographie : Raúl Rodríguez
- Montage : Juan Carlos Cremata Malberti et Antonio Pérez Reina
- Production : Thierry Forte, Sarah Halioua, Antonio P. Pérez et Camilo Vives
- Société de production : Canal+ España, DMVB Films, IntraMovies, Marvel Movies et PHS Films
- Pays :  Cuba,  Espagne,  France et  Italie
- Genre : comédie romantique
- Durée : 90 minutes
- Dates de sortie : 
  - Cuba : 30 novembre 2001
  - France : 19 novembre 2003

## Distribution
- Thais Valdés : Carla Pérez
- Nacho Lugo : Cesar
- Daisy Granados : Cunda
- Paula Ali : Cuca
- Verónica López : Concha
- Luis Manuel Iglesias : le professeur Calzado

## Distinctions
Le film a été nommé au prix Goya du meilleur film ibéroaméricain.